# Dańkowo (obwód smoleński)
Dańkowo (ros. Даньково) – wieś (dieriewnia) w Rosji, w obwodzie smoleńskim, w rejonie poczinkowskim. W 2021 liczyła 558 mieszkańców.